# Tanggulas järnvägsstation

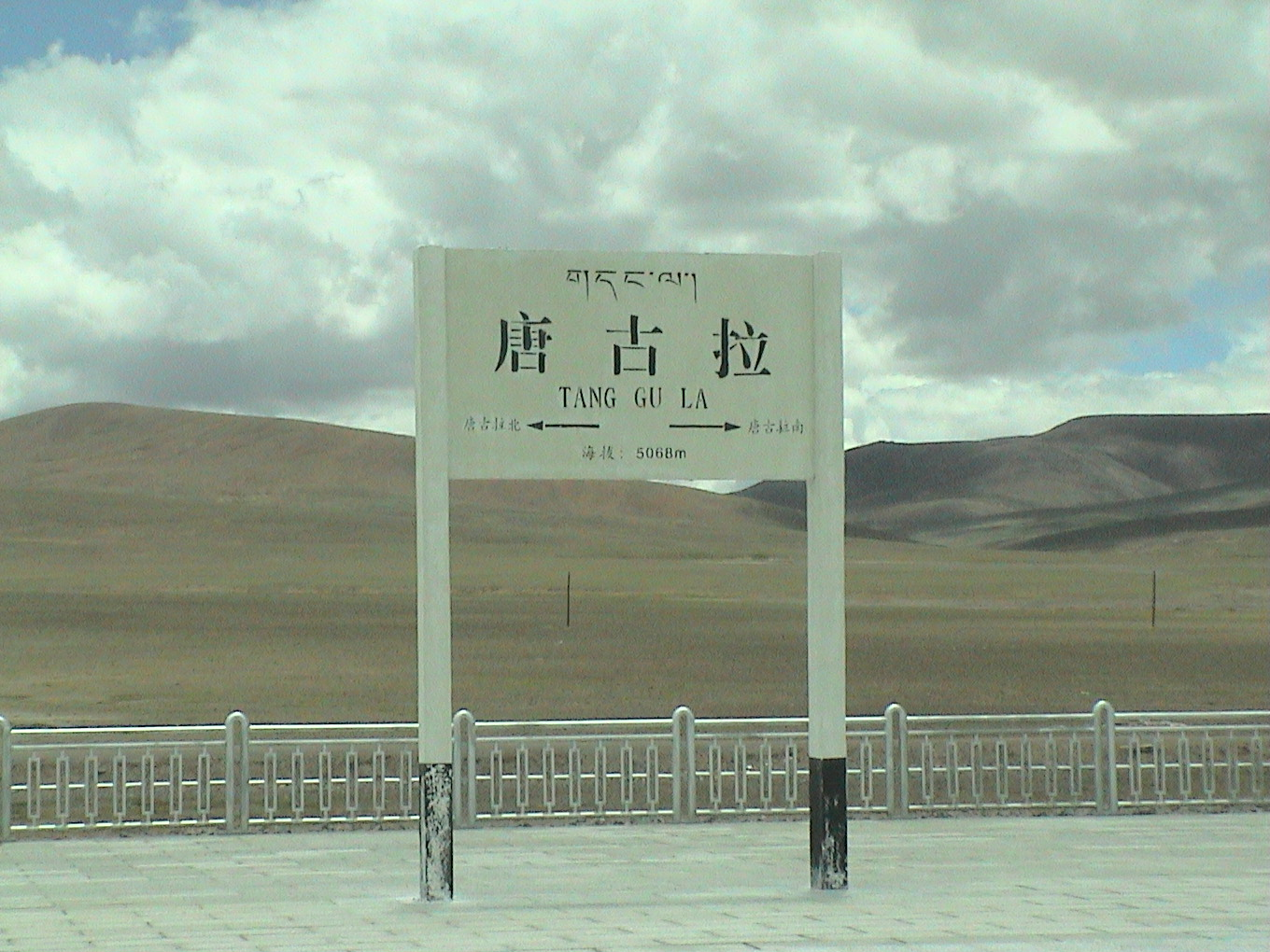
Plattformen vid Tanggulas järnvägsstation

Tanggulas järnvägsstation (kinesiska: 唐古拉站?, pinyin: táng gǔ lā zhàn) är en järnvägsstation i häradet Amdo i Tibet. 
Stationen är obemannad, ligger längs Qingzang-järnvägen och öppnade den 1 juli 2006. Den befinner sig 5 068 meter över havet, vilket gör den högre än Ticlio i Peru (4 829 m), Cóndorstationen vid Rio Mulatos-Potosí-linjen i Bolivia (4 786 m), och La Galera-stationen i Peru (4 781 m), och den är därmed den högst belägna järnvägsstationen i världen. Den ligger mindre än en kilometer från den högsta punkten på spåret, som är 5 072 meter över havet.
Stationsområdet är 1,25 km långt och täcker en yta på 77 022 kvadratmeter. Det finns tre spår på stationen. Platsen där den är belägen valdes ut särskilt för utsikten.
Tanggulas järnvägsstation noterades år 2006 i Guinness rekordbok som världens högst belägna.